# Підліссянська сільська рада
Підліссянська сільська рада — орган місцевого самоврядування у Жовківському районі Львівської області з адміністративним центром у с. Підлісся.

## Загальні відомості
Історична дата утворення: в 1993 році.

## Історія
Львівська обласна рада рішенням від 3 червня 2008 року у Жовківському районі уточнила назву Підлісянської сільради на Підліссянську.

## Населені пункти
Сільській раді підпорядковані населені пункти:
- с. Підлісся
- с. Думичі
- с. Зубейки

## Склад ради
Рада складається з 16 депутатів та голови.